# のちのおもひに
『のちのおもひに』（のちのおもいに）は、1994年4月25日に発表されたさだまさしのライブ・アルバムである。

## 解説
デビュー20周年記念ライヴ・アルバムであり、全4夜にわたるコンサートを各CD3枚に収録、ボックスに収納した全12枚組の大型セットCDである。各夜はそれぞれ副題とバック演奏の編成のサブタイトルが添えられている。第四夜の「虹」は元来雪村いづみに提供した作品ではあるが、リリース当時は未発表であった。ただし雪村のもの（「虹〜Singer〜」）とは歌詩がわずかに異なり、さだのもの（「虹〜ヒーロー〜」）では男言葉になっている。
さだまさしの『デビュー20周年記念コンサート「逢ひみての」』は、1993年11月20日から1994年3月21日まで東京（東京厚生年金会館）・名古屋（愛知厚生年金会館）・大阪（フェスティバルホール）の3都市（全四夜）と13の地方都市（第二夜と第四夜）で全46公演が行われた。このうち本アルバムに収録されたのは大阪公演のものである。
タイトルは『逢ひみての』の元となった、平安時代の権中納言藤原敦忠（藤原時平の三男で三十六歌仙の一人）の歌「逢ひみての後の心にくらぶれば　昔はものを思はざりけり」から取られている。
さだは「○○回コンサート記念」ではささやかに、「歌手活動○○年記念」では盛大にアルバム・リリースしている。

## 第一夜「愛」 Electric Night
第一夜のテーマは「愛」。服部隆之が音楽監督を務め、エレクトリック・サウンドを基調に20周年記念コンサートのオープニングを飾った。
| #   | タイトル                           | 作詞       | 作曲       | 編曲     | 備考 |
| --- | ---------------------------------- | ---------- | ---------- | -------- | ---- |
| 1.  | 「Overture」                       |            | 服部隆之   | 服部隆之 |      |
| 2.  | 「破」                             | さだまさし | さだまさし | 服部隆之 |      |
| 3.  | 「分岐点」                         | さだまさし | さだまさし | 服部隆之 |      |
| 4.  | 「Final Count Down」               | さだまさし | さだまさし | 服部隆之 |      |
| 5.  | 「O.K!」                           | さだまさし | さだまさし | 服部隆之 |      |
| 6.  | 「長崎小夜曲」                     | さだまさし | さだまさし | 服部隆之 |      |
| 7.  | 「トーク①」                        |            |            |          |      |
| 8.  | 「春雷」                           | さだまさし | さだまさし | 服部隆之 |      |
| 9.  | 「胡桃の日」                       | さだまさし | さだまさし | 渡辺俊幸 |      |
| 10. | 「フェリー埠頭」                   | さだまさし | さだまさし | 服部隆之 |      |
| 11. | 「トーク②」                        |            |            |          |      |
| 12. | 「Close Your Eyes 〜瞳をとじて〜」 | さだまさし | さだまさし | 服部隆之 |      |
| 13. | 「哀しきマリオネット」             | さだまさし | さだまさし | 服部隆之 |      |
| 14. | 「Once Upon a Time」               | さだまさし | さだまさし | 服部隆之 |      |

| #   | タイトル         | 作詞       | 作曲       | 編曲     | 備考 |
| --- | ---------------- | ---------- | ---------- | -------- | ---- |
| 15. | 「トーク③」      |            |            |          |      |
| 16. | 「晩鐘」         | さだまさし | さだまさし | 服部隆之 |      |
| 17. | 「孤独」         | さだまさし | さだまさし | 服部隆之 |      |
| 18. | 「不良少女白書」 | さだまさし | さだまさし | 服部隆之 |      |
| 19. | 「トーク④」      |            |            |          |      |
| 20. | 「東京物語」     | さだまさし | 服部隆之   | 服部隆之 |      |
| 21. | 「東京」         | さだまさし | さだまさし | 服部隆之 |      |

| #   | タイトル                                       | 作詞       | 作曲       | 編曲     | 備考 |
| --- | ---------------------------------------------- | ---------- | ---------- | -------- | ---- |
| 22. | 「トーク⑤」                                    |            |            |          |      |
| 23. | 「1989年 渋滞〜故・大屋順平に捧ぐ〜」          | さだまさし | さだまさし | 服部隆之 |      |
| 24. | 「天然色の化石」                               | さだまさし | さだまさし | 服部隆之 |      |
| 25. | 「フレディもしくは三教街〜ロシア租界にて〜」   | さだまさし | さだまさし | 服部隆之 |      |
| 26. | 「Bye Bye Guitar〜ドゥカティにボルサリーノ〜」 | さだまさし | さだまさし | 服部隆之 |      |
| 27. | 「トーク⑥」                                    |            |            |          |      |
| 28. | 「デイジー」                                   | さだまさし | さだまさし | 服部隆之 |      |

## 第二夜「時」 Acoustic Night
第二夜のテーマは「時」。渡辺俊幸が音楽監督を務め、おなじみの亀山社中のメンバーと共にアコースティック・サウンドによる構成。
| #  | タイトル                               | 作詞       | 作曲       | 編曲                   | 備考 |
| -- | -------------------------------------- | ---------- | ---------- | ---------------------- | ---- |
| 1. | 「パンプキン・パイとシナモン・ティー」 | さだまさし | さだまさし | 渡辺俊幸               |      |
| 2. | 「きみのふるさと」                     | さだまさし | さだまさし | 渡辺俊幸               |      |
| 3. | 「トーク①」                            |            |            |                        |      |
| 4. | 「木根川橋」                           | さだまさし | さだまさし | 渡辺俊幸               |      |
| 5. | 「関白宣言」                           | さだまさし | さだまさし | さだまさし、福田郁次郎 |      |
| 6. | 「トーク②」                            |            |            |                        |      |
| 7. | 「幸福になる100通りの方法」            | さだまさし | さだまさし | 渡辺俊幸               |      |
| 8. | 「トーク③」                            |            |            |                        |      |

| #   | タイトル          | 作詞       | 作曲       | 編曲     | 備考 |
| --- | ----------------- | ---------- | ---------- | -------- | ---- |
| 9.  | 「長崎BREEZE」    | さだまさし | さだまさし | 渡辺俊幸 |      |
| 10. | 「Forget-me-not」 | さだまさし | さだまさし | 渡辺俊幸 |      |
| 11. | 「歳時記」        | さだまさし | さだまさし | 渡辺俊幸 |      |
| 12. | 「トーク④」       |            |            |          |      |
| 13. | 「案山子」        | さだまさし | さだまさし | 渡辺俊幸 |      |
| 14. | 「寒北斗」        | さだまさし | さだまさし |          |      |
| 15. | 「それぞれの旅」  | さだまさし | さだまさし | 渡辺俊幸 |      |
| 16. | 「トーク⑤」       |            |            |          |      |
| 17. | 「島原の子守唄」  | 宮崎康平   | 宮崎康平   |          |      |
| 18. | 「トーク⑥」       |            |            |          |      |

| #   | タイトル           | 作詞       | 作曲       | 編曲     | 備考 |
| --- | ------------------ | ---------- | ---------- | -------- | ---- |
| 19. | 「安曇野」         | さだまさし | さだまさし | 渡辺俊幸 |      |
| 20. | 「邪馬臺」         | さだまさし | さだまさし | 渡辺俊幸 |      |
| 21. | 「津軽」           | さだまさし | さだまさし | 渡辺俊幸 |      |
| 22. | 「トーク⑦」        |            |            |          |      |
| 23. | 「前夜（桃花鳥）」 | さだまさし | さだまさし |          |      |
| 24. | 「空蟬」           | さだまさし | さだまさし | 渡辺俊幸 |      |
| 25. | 「療養所」         | さだまさし | さだまさし | 渡辺俊幸 |      |
| 26. | 「まほろば」       | さだまさし | さだまさし | 渡辺俊幸 |      |
| 27. | 「トーク⑧」        |            |            |          |      |
| 28. | 「落日」           | さだまさし | さだまさし | 石川鷹彦 |      |

## 第三夜「生命」 Solo Night
第三夜のテーマは「生命」。石川鷹彦が音楽監督を務め、さだまさしと石川鷹彦の二人だけによる構成。
| #  | タイトル           | 作詞       | 作曲       | 編曲     | 備考 |
| -- | ------------------ | ---------- | ---------- | -------- | ---- |
| 1. | 「雨やどり」       | さだまさし | さだまさし | 石川鷹彦 |      |
| 2. | 「トーク①」        |            |            |          |      |
| 3. | 「紫陽花の詩」     | さだまさし | さだまさし | 石川鷹彦 |      |
| 4. | 「雪の朝」         | さだまさし | さだまさし | 石川鷹彦 |      |
| 5. | 「無縁坂」         | さだまさし | さだまさし | 石川鷹彦 |      |
| 6. | 「トーク②」        |            |            |          |      |
| 7. | 「イーハトーヴ」   | さだまさし | 石川鷹彦   | 石川鷹彦 |      |
| 8. | 「吾亦紅」         | さだまさし | さだまさし | 石川鷹彦 |      |
| 9. | 「トーク③」(その1) |            |            |          |      |

| #   | タイトル               | 作詞       | 作曲       | 編曲     | 備考                                         |
| --- | ---------------------- | ---------- | ---------- | -------- | -------------------------------------------- |
| 10. | 「トーク③」(その2)     |            |            |          |                                              |
| 11. | 「甲子園」             | さだまさし | さだまさし | 石川鷹彦 |                                              |
| 12. | 「虫くだしのララバイ」 | さだまさし | さだまさし | 石川鷹彦 |                                              |
| 13. | 「トーク④」            |            |            |          |                                              |
| 14. | 「関白失脚」           | さだまさし | さだまさし |          | 後にリリースされる音源の原型（冒頭部分のみ） |
| 15. | 「トーク⑤」            |            |            |          |                                              |
| 16. | 「時計」               | さだまさし | さだまさし | 石川鷹彦 |                                              |
| 17. | 「pineapple hill」     | さだまさし | さだまさし | 石川鷹彦 |                                              |
| 18. | 「おむすびクリスマス」 | さだまさし | さだまさし | 石川鷹彦 |                                              |
| 19. | 「トーク⑥」            |            |            |          |                                              |

| #   | タイトル           | 作詞       | 作曲       | 編曲     | 備考 |
| --- | ------------------ | ---------- | ---------- | -------- | ---- |
| 20. | 「桃花源」         | さだまさし | 劉家昌     | 石川鷹彦 |      |
| 21. | 「上海物語」       | さだまさし | さだまさし | 石川鷹彦 |      |
| 22. | 「トーク⑦」        |            |            |          |      |
| 23. | 「検察側の証人」   | さだまさし | さだまさし | 石川鷹彦 |      |
| 24. | 「転宅」           | さだまさし | さだまさし | 石川鷹彦 |      |
| 25. | 「夢しだれ」       | さだまさし | さだまさし | 石川鷹彦 |      |
| 26. | 「夢一匁」         | さだまさし | さだまさし |          |      |
| 27. | 「聖夜」           | さだまさし | さだまさし | 石川鷹彦 |      |
| 28. | 「椎の実のママへ」 | さだまさし | さだまさし | 石川鷹彦 |      |

## 第四夜「夢」 Classic Night
第四夜のテーマは「夢」。渡辺俊幸が第二夜につづき音楽監督を務め、吉田弥生のピアノとストリングス編成による構成。
| #   | タイトル               | 作詞       | 作曲       | 編曲     | 備考 |
| --- | ---------------------- | ---------- | ---------- | -------- | ---- |
| 1.  | 「雨やどり(Overture)」 |            | さだまさし | 渡辺俊幸 |      |
| 2.  | 「風に立つライオン」   | さだまさし | さだまさし | 渡辺俊幸 |      |
| 3.  | 「トーク①」            |            |            |          |      |
| 4.  | 「精霊流し」           | さだまさし | さだまさし | 渡辺俊幸 |      |
| 5.  | 「無縁坂」             | さだまさし | さだまさし | 渡辺俊幸 |      |
| 6.  | 「トーク②」            |            |            |          |      |
| 7.  | 「夢」                 | さだまさし | さだまさし | 渡辺俊幸 |      |
| 8.  | 「秋桜」               | さだまさし | さだまさし | 渡辺俊幸 |      |
| 9.  | 「セロ弾きのゴーシュ」 | さだまさし | さだまさし | 渡辺俊幸 |      |
| 10. | 「トーク③」(その1)     |            |            |          |      |

| #   | タイトル           | 作詞       | 作曲       | 編曲     | 備考 |
| --- | ------------------ | ---------- | ---------- | -------- | ---- |
| 11. | 「トーク③」(その2) |            |            |          |      |
| 12. | 「荒城の月」       | 土井晩翠   | 滝廉太郎   | 渡辺俊幸 |      |
| 13. | 「ペチカ」         | 北原白秋   | 山田耕筰   | 渡辺俊幸 |      |
| 14. | 「赤とんぼ」       | 三木露風   | 山田耕筰   | 渡辺俊幸 |      |
| 15. | 「トーク④」        |            |            |          |      |
| 16. | 「山ざくらのうた」 | さだまさし | さだまさし | 石川鷹彦 |      |
| 17. | 「トーク⑤」        |            |            |          |      |
| 18. | 「北の国から」     |            | さだまさし |          |      |
| 19. | 「トーク⑥」        |            |            |          |      |
| 20. | 「春告鳥」         | さだまさし | さだまさし | 渡辺俊幸 |      |
| 21. | 「縁切寺」         | さだまさし | さだまさし | 渡辺俊幸 |      |
| 22. | 「つゆのあとさき」 | さだまさし | さだまさし | 渡辺俊幸 |      |

| #   | タイトル             | 作詞       | 作曲       | 編曲     | 備考 |
| --- | -------------------- | ---------- | ---------- | -------- | ---- |
| 23. | 「トーク⑦」          |            |            |          |      |
| 24. | 「親父の一番長い日」 | さだまさし | さだまさし | 渡辺俊幸 |      |
| 25. | 「トーク⑧」          |            |            |          |      |
| 26. | 「修二会」           | さだまさし | さだまさし | 渡辺俊幸 |      |
| 27. | 「防人の詩」         | さだまさし | さだまさし | 渡辺俊幸 |      |
| 28. | 「主人公」           | さだまさし | さだまさし | 渡辺俊幸 |      |
| 29. | 「トーク⑨」          |            |            |          |      |
| 30. | 「虹〜ヒーロー〜」   | さだまさし | さだまさし | 渡辺俊幸 |      |

## 参加ミュージシャン

### 第一夜
- ヴォーカル、アコースティック・ギター：さだまさし
- エレキギター：立山健彦
- アコースティック・ギター、コーラス：坂元昭二
- エレキベース：福田郁次郎
- ドラムス：井上広基
- シンセサイザー、コーラス：石川清澄
- シンセサイザー：大谷和夫
- ピアノ：服部隆之
- マリンバ、パーカッション、コーラス：宅間久善
- トランペット、フリューゲルホーン：エリック宮城、菅坡雅彦
- トロンボーン：松本治
- テナーサックス、クラリネット、フルート：平原智

### 第二夜
- ヴォーカル、アコースティック・ギター、ヴァイオリン：さだまさし
- アコースティック・ギター：立山健彦
- アコースティック・ギター、コーラス：坂元昭二
- エレキベース：福田郁次郎
- ドラムス：井上広基
- ピアノ、シンセサイザー、コーラス：石川清澄
- マリンバ、パーカッション：宅間久善
- シンセサイザー：渡辺俊幸

### 第三夜
- ヴォーカル、アコースティック・ギター、ヴァイオリン：さだまさし
- アコースティック・ギター、マンドリン、コーラス：石川鷹彦

### 第四夜
- ヴォーカル、アコースティック・ギター、ヴァイオリン：さだまさし
- アコースティック・ギター：石川鷹彦
- マリンバ、パーカッション：宅間久善
- ピアノ:吉田弥生
- 指揮：渡辺俊幸
- ストリングス：小池弘之ストリングス、大阪シンフォニカー